# Nicolau dos Reis Lobato
Nicolau dos Reis Lobato (24 tháng 5 năm 1946 – 31 tháng 12 năm 1978) là anh hùng dân tộc và chính trị gia Đông Timor.
Ông sinh năm 1946 ở Soibada, Timor thuộc Bồ Đào Nha. Lobito là Thủ tướng Đông Timor từ 28 tháng 11 đến 7 tháng 12 năm 1975.